# Takachiho-jinja
Takachiho-jinja (高千穂神社) est un sanctuaire shintô se situant dans la ville de Takachiho, préfecture de Miyazaki (Japon). Il est dédicacé aux kamis Takachihojin et Jisshyadaimyoujin.